# Fort Peck
Fort Peck is een plaats (town) in de Amerikaanse staat Montana, en valt bestuurlijk gezien onder Valley County.

## Demografie
Bij de volkstelling in 2000 werd het aantal inwoners vastgesteld op 240.
In 2006 is het aantal inwoners door het United States Census Bureau geschat op 223, een daling van 17 (-7,1%).

## Geografie
Volgens het United States Census Bureau beslaat de plaats een oppervlakte van
2,3 km², geheel bestaande uit land. Fort Peck ligt op ongeveer 663 m boven zeeniveau.

## Plaatsen in de nabije omgeving
De onderstaande figuur toont nabijgelegen plaatsen in een straal van 44 km rond Fort Peck.